# Voglia di ricominciare
Voglia di ricominciare (This Boy's Life) è un film del 1993 diretto da Michael Caton-Jones.
Il film è tratto dal romanzo autobiografico scritto da Tobias Wolff.

## Trama
Anni '50: Caroline e l'irrequieto figlio adolescente Toby Wolff vagabondano di città in città in cerca di fortuna a seguito dell'abbandono del padre di Toby, che già da tempo vive con un'altra donna.
Dopo diverse relazioni finite male, Caroline si stabilisce a Seattle dove conosce Dwight Hansen, un uomo all'apparenza distinto e rispettabile. In difficoltà economiche e desiderosa di dare una solida figura paterna al figlio, Caroline inizia a frequentare Dwight. Quando l'indisciplinato Toby viene espulso da scuola a causa del suo comportamento, Dwight convince Caroline a mandare a vivere per qualche tempo il ragazzo a casa sua, nella cittadina di Concrete, assieme ai suoi figli, in modo anche da approfondire la loro conoscenza. Qui tuttavia Toby scopre ben presto che Dwight è in realtà un uomo violento e senza scrupoli, che tiranneggia i propri figli. Col pretesto di impartire a Toby una severa educazione e farlo maturare, finisce spesso per maltrattarlo. Anche Caroline capisce col tempo la vera personalità di Dwight, ma in mancanza di migliori alternative, lo sposa e si trasferisce a Concrete.
Col passare del tempo, Toby fa amicizia con un compagno di classe, il disadattato omosessuale Arthur Gayle. Giunto all'ultimo anno di liceo, decide di lasciare quella vita e di iscriversi alla stessa università frequentata dal fratello Gregory tempo prima, cercando di ottenere una borsa di studio. Poiché i suoi voti non sono molto positivi, Toby è costretto a falsificarli con l’aiuto di Arthur. Alla fine però, Toby viene accettato dalla Hill School di Pottstown, in Pennsylvania, con una borsa di studio completa. Il successo raggiunto dal ragazzo non fa che aumentare la rabbia e la frustrazione di Dwight nei suoi confronti e un giorno tra i due scoppia una violenta rissa, che non culmina in tragedia solo grazie all'intervento di Caroline. Dopo questo episodio Caroline, forte dell'appoggio di Toby, trova finalmente il coraggio di lasciare Dwight per sempre, insieme al figlio.

## Produzione
Il film è stato girato tra febbraio e maggio 1992 negli stati di Washington, Utah e nella Columbia Britannica. Il film è uscito nelle sale Usa il 23 maggio 1993, incassando poco più di 4 milioni di dollari. In Italia è uscito a settembre dello stesso anno.

## Riconoscimenti
- 1993 - Los Angeles Film Critics Association Award
  - New Generation Award a Leonardo DiCaprio
- 1993 - Chicago Film Critics Association Award
  - Miglior performance rivelazione a Leonardo DiCaprio
- 1993 - New York Film Critics Circle Awards
  - Candidatura Miglior attore non protagonista a Leonardo DiCaprio
- 1994 - National Society of Film Critics Awards
  - Candidatura Miglior attore non protagonista a Leonardo DiCaprio